# Caterina Howard
Caterina Howard, (en anglès: Catherine Howard), reina consort d'Anglaterra, va ser la cinquena esposa d'Enric VIII d'Anglaterra. També coneguda com a Katherine Howard o Katheryn Howard, va néixer entre 1520 i 1525 i morí executada a la Torre de Londres el 13 de febrer de 1542.
Era la segona de les 5 filles de Lord Edmund Howard i de Joyce Cultpepper, essent a més cosina pel costat patern d'Anna Bolena -la mare d'Anna i el pare de Caterina eren germans-. El pare de Caterina estava constantment endeutat i amb problemes econòmics. La seva neboda Anna li va aconseguir una ocupació en el govern, treballant per al rei a Calais. En aquest moment, la jove Caterina va ser enviada a viure amb la seva àvia, Isabel Tilney.

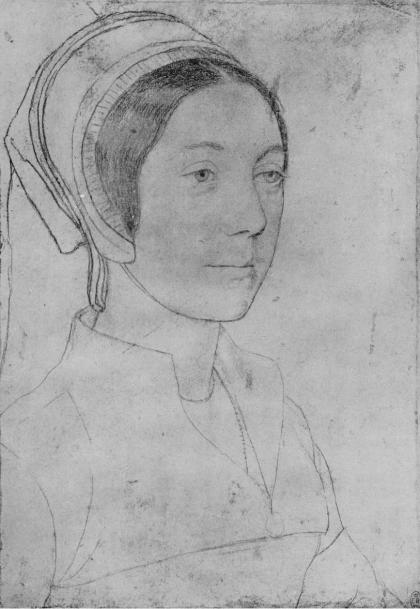
Caterina Howard

La seva àvia regentava una casa d'hostes i rebia nombrosos visitants. La seva àvia estava constantment a la cort, de manera que Caterina aviat es va veure involucrada en els embolics amorosos existents a la casa.
Als 12 anys, inicià un romanç amb el seu professor de música, Henry Mannox. El romanç va acabar quan Caterina es va enamorar d'un jove secretari, Francis Dereham. Es van convertir en amants, assumpte que va passar a ésser del coneixement dels hostes de la mansió. A la fi de 1539, Caterina va aconseguir l'ocupació de dama de companyia de la nova esposa d'Enric VIII, la reina Anna de Clèveris.
En ser una adolescent atractiva, Caterina va captar l'atenció del rei. Enric anul·là el seu matrimoni amb Anna el 9 de juliol de 1540 i es va casar amb Caterina -que havia estat la seva amant durant dos mesos- el 28 de juliol del mateix any en el palau de Oatlands, a Surrey. Enric tenia gairebé 50 anys mentre que Caterina estava encara en l'adolescència.
Enric, vell i obès, va omplir la seva jove esposa de joies i altres regals extremadament cars. El rei desconeixia el passat de Caterina a la qual considerava una reina jove i virtuosa.
A pesar de totes aquestes riqueses, Caterina va trobar que el seu matrimoni no la satisfeia. Li desagradava el cos del seu espòs i buscava entreteniments amorosos arreu. Va iniciar un romanç amb un dels cortesans favorits del rei, Thomas Culpeper. Mentre la seva relació amb Culpeper avançava, antics hostes de la casa de la seva àvia van contactar amb Caterina. Per a aconseguir el seu silenci, va contractar-ne algun. Els seus antics amants Henry Mannox i Francis Dereham estaven entre ells.
El 1541 van augmentar els rumors sobre la conducta de la reina. Un dels antics companys de Caterina va revelar la relació que la reina havia mantingut amb Francis Dereham. Al principi, el rei no va voler creure'l fins que les proves van ser massa clares per a negar el fet.
Caterina va ser posada sota vigilància en les seves estances, acompanyada tan sols d'una de les seves dames de companyia. Va ser interrogada pels consellers del rei en moltes ocasions. Es va parlar de divorciar-se i exiliar Caterina fins que es va descobrir una carta d'amor que havia escrit a Culpeper. Se la va acusar d'adulteri que, en el cas de la reina, significava traïció.
La reina va ser tancada a l'abadia de Middlesex a l'hivern de 1541. Thomas Culpeper i Francis Dereham van ser executats el 8 de desembre de 1541. La vídua del seu cosí, Lady Jane Rochford (cunyada de la reina Anna Bolena) va ser executada per haver estat auspiciadora de les relacions de Caterina Howard amb Thomas Culpeper. El cas de la reina va arribar al parlament al gener.
Va ser duta a la Torre de Londres el 10 de febrer de 1542. La nit abans de la seva execució, Caterina va passar hores practicant com col·locar el seu cap sobre el patíbul. Va ser executada el 13 de febrer de 1542, arribant al patíbul amb dignitat tot i que se la veia pàl·lida i terroritzada. Abans de morir, va demanar perdó a la seva família i va resar per la salvació de la seva ànima. La seva mort va ser ràpida i va ser enterrada a la capella de Sant Pere-ad-Vincula, al costat de la seva cosina Anna Bolena.

## Taula successòria
| Precedit per: Anna de Clèveris | Reina Consort d'Anglaterra 1540 - 1542 | Succeït per: Caterina Parr |

## Curiositats
- Alexandre Dumas va escriure un drama en 5 actes i 8 quadres, amb el títol de Cathérine Howard, estrenat el 1934.
- El compositor Giuseppe Lillo va escriure una òpera dedicada a Caterina Howard (Nàpols, 1849).
- El compositor Antonio Laudamo va escriure una òpera dedicada a Caterina Howard (Messina, 1857).